# Щербиновка (Днепропетровская область)
Щербиновка (укр. Щербинівка) — село, Рудковский сельский совет, Царичанский район, Днепропетровская область, Украина.
Код КОАТУУ — 1225684607. Население по переписи 2001 года составляло 130 человек.

## Географическое положение
Село Щербиновка находится на расстоянии в 2 км от села Орловка и в 2,5 км от сёл Рыбалки и Сенное (Полтавская область).